# Кафка, Богумил
Богумил Кафка (чеш. Bohumil Kafka; 14 февраля 1878[…], Нова-Пака[…] — 24 ноября 1942[…], Прага[…]) — чешский скульптор и педагог; профессор, ректор Академии изящных искусств в Праге.

## Биография
С 1892 по 1896 год учился в школе ваяния в Горжице у М. Чернила, затем с 1897 года — в Высшей школе прикладного искусства в Праге под руководством Станислава Сухарды и Йозефа Мысльбека, позже в Вене. Благодаря полученной стипендии в 1904—1908 жил и работал в Париже. Находился под сильным влиянием произведений Огюста Родена.
Первая парижская выставка Кафки была организована в 1904 году при поддержке французского министерства образования. Позже, правительство Франции наградило скульптора кавалерским орденом Почетного легиона.
Прежде чем вернуться и поселиться в Праге, работал в Лондоне, Берлине и Риме.
В 1912 вместе со своим учителем Станиславом Сухардой участвовал в создании памятника Ф. Палацкому в Праге и статуи святого Вацлава. После смерти учителя в 1916 году был назначен профессором декоративной скульптуры в пражской школе прикладного искусства. В 1925 году стал профессором скульптуры в пражской Академии изящных искусств. Дважды избирался её ректором. В числе его известных учеников Карла Вобишова-Жакова.
Работы скульптора выполнены, главным образом, в стиле символизма и анималистики. Известен своими декоративными скульптурами, элементами фасадов жилых и общественных зданий, бюстами, статуями и памятниками.
Богумил Кафка считается одним из предшественников стиля модерн в искусстве Чехословакии.
Умер в Праге от аппендицита. Похоронен на Вышеградском кладбище.

## Галерея

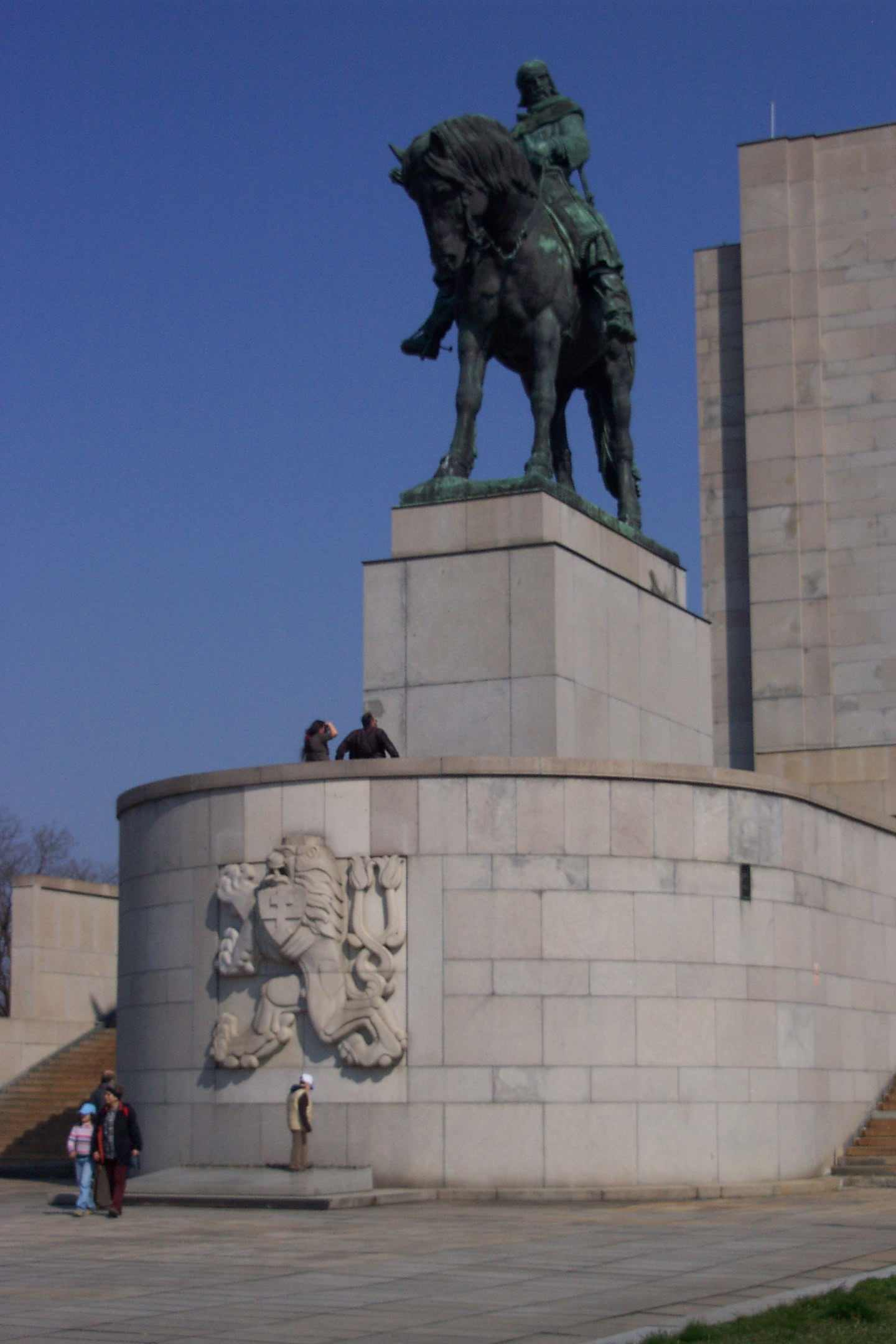
Памятник Яну Жижке на вершине Витковской горы в Праге
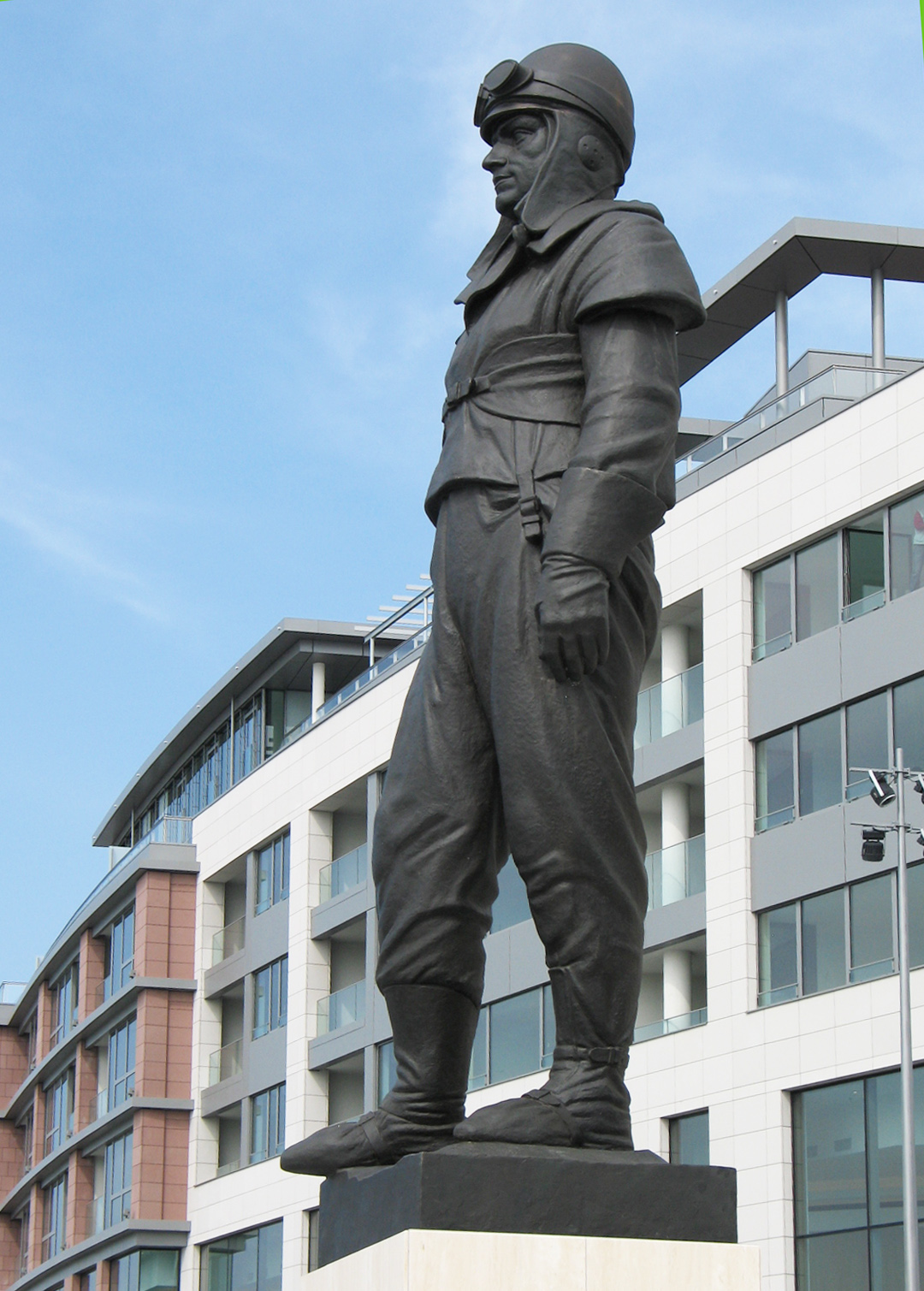
Памятник Милану Штефанику, Братислава
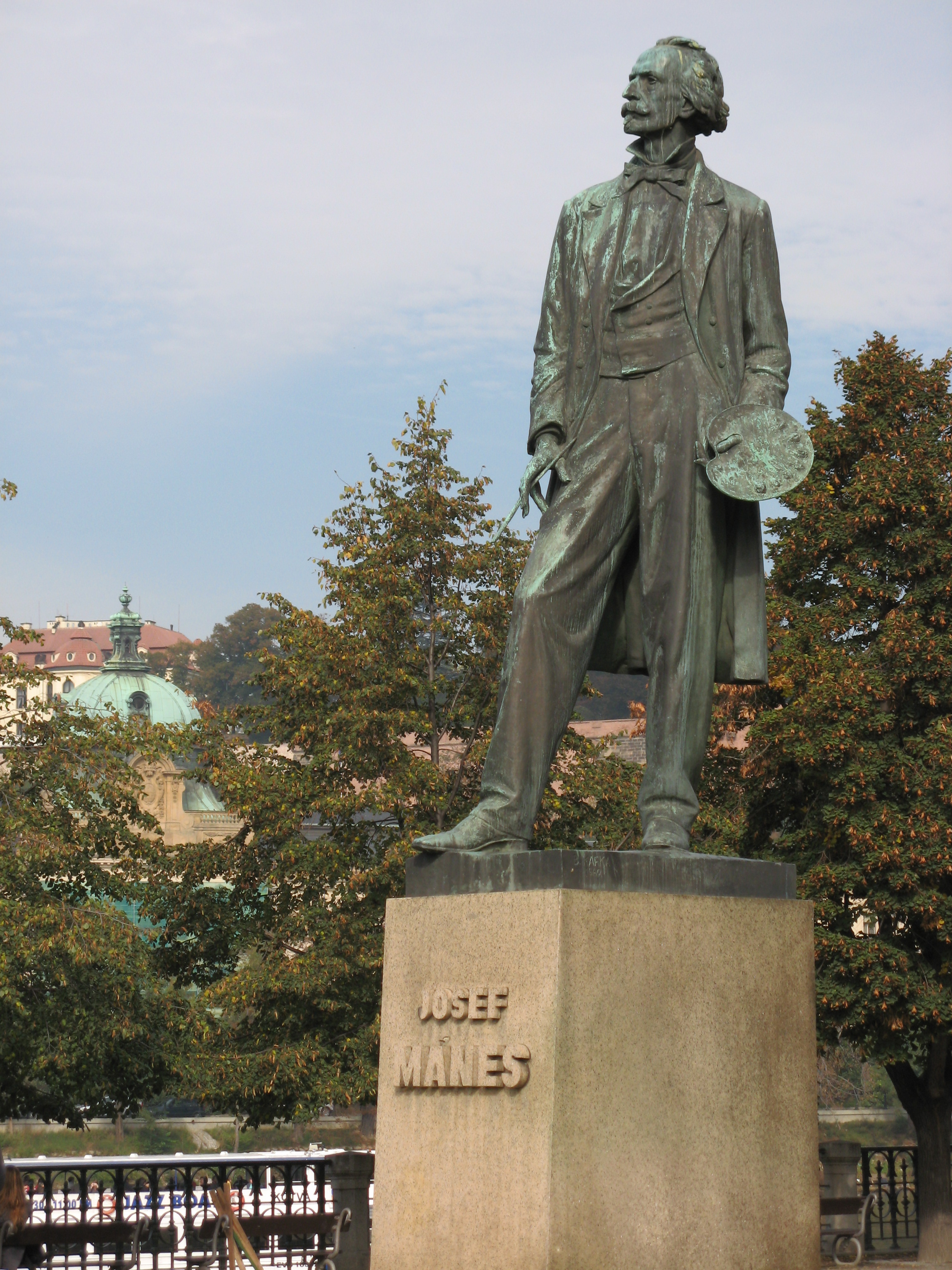
Йозефу Манесу, Прага
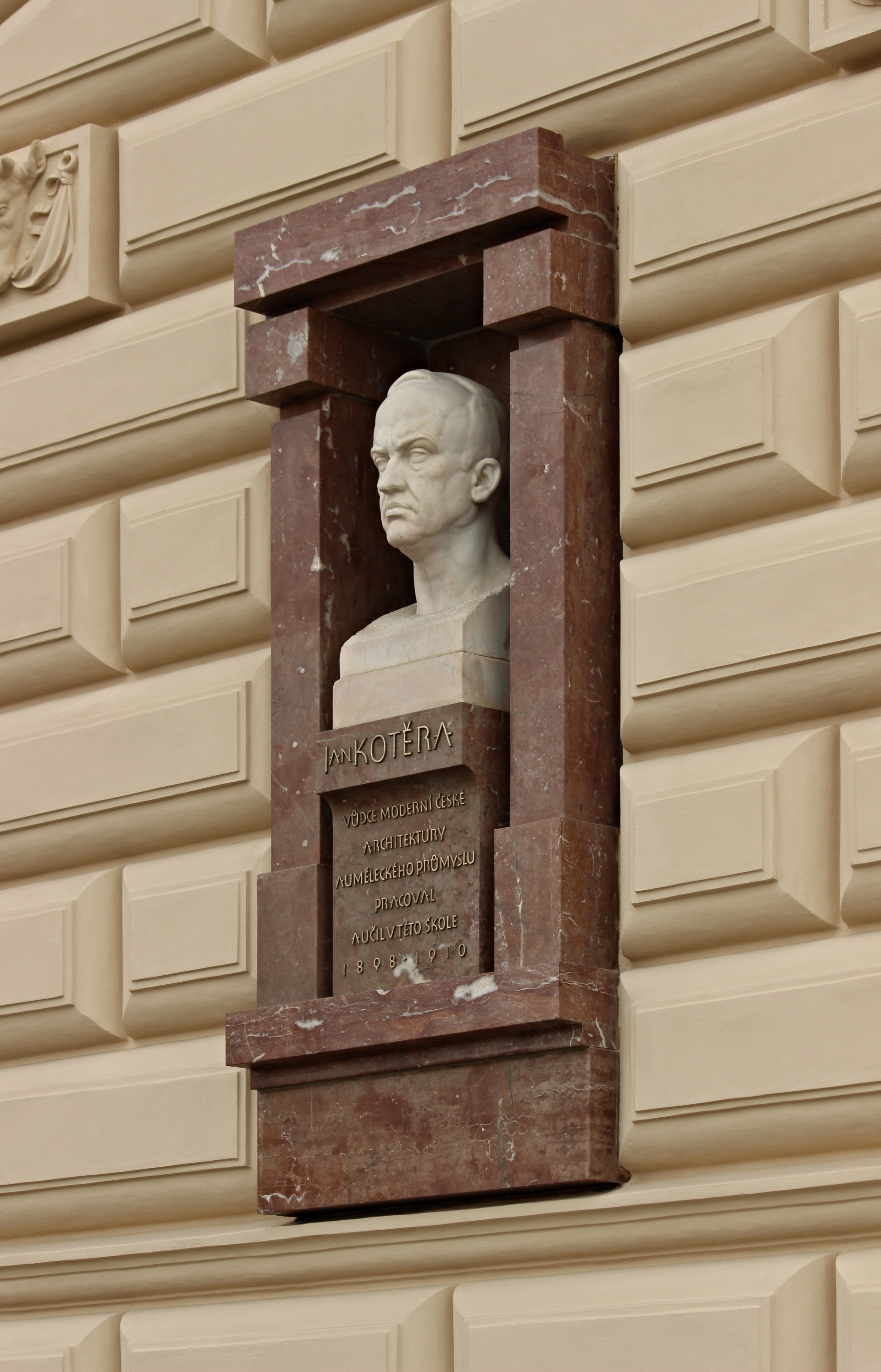
Бюст Яна Котера, Прага
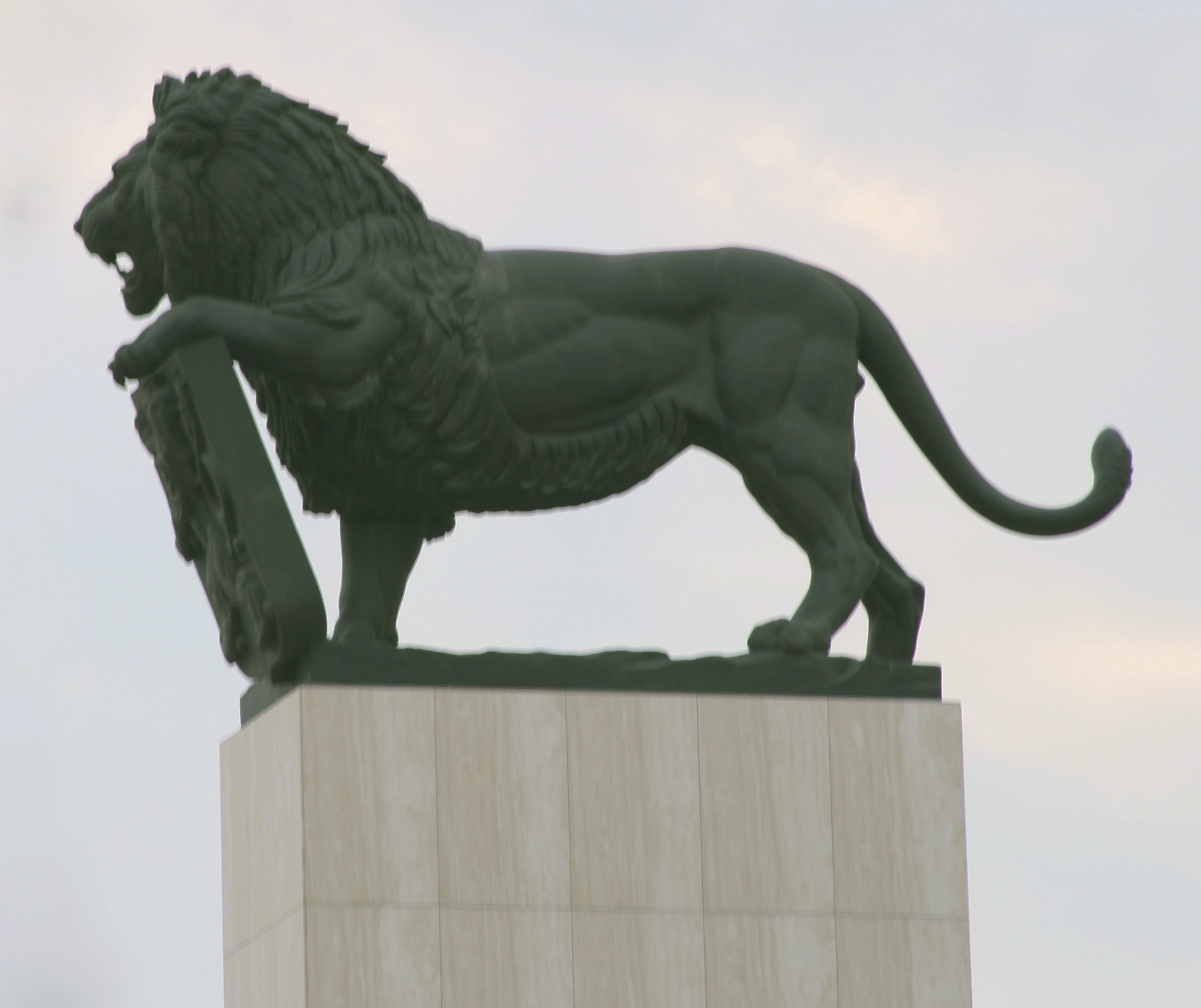